# Medetera marylandica
Medetera marylandica är en tvåvingeart som beskrevs av Robinson 1967. Medetera marylandica ingår i släktet Medetera och familjen styltflugor.
Artens utbredningsområde är Maryland. Inga underarter finns listade i Catalogue of Life.